# Komisija za preprečevanje korupcije
Komisija za preprečevanje korupcije Republike Slovenije (kratica KPK) je neodvisen državni organ v Republiki Sloveniji, ki ima določena izvršilna, nadzorstvena in preiskovalna pooblastila. Je tudi prekrškovni organ. Med drugim je pristojna za izvajanje nadzora nad lobiranjem ter načrti integritete.
Komisijo, ki jo imenuje predsednik Republike Slovenije, vodi predsednik z dvema namestnikoma, katerih mandat je pet let.
Trenutni predsednik je dr. Robert Šumi.

Predhodnik komisije je bil Urad Vlade Republike Slovenije za preprečevanje korupcije.

## Vodstvo
| #  | Predsednik komisije | Mandat    | Namestniki                                                        | Sklic |
| -- | ------------------- | --------- | ----------------------------------------------------------------- | ----- |
|    | Drago Kos           |           |                                                                   |       |
| 1. | Goran Klemenčič     | 2010-2013 | Rok Praprotnik                                                    |       |
| 1. | Goran Klemenčič     | 2010-2013 | Liljana Selinšek (nasledila Končana)                              |       |
| 1. | Goran Klemenčič     | 2010-2013 | Jože Končan (odstopil)                                            |       |
|    |                     |           |                                                                   |       |
| 2. | Boris Štefanec      | 2014-2019 | Jurij Ferme (odstopil)                                            |       |
| 2. | Boris Štefanec      | 2014-2019 | Darko Stare (odstopil)                                            |       |
| 2. | Boris Štefanec      | 2014-2019 | Igor Lamberger (naslednik odstoplih članov)                       |       |
| 2. | Boris Štefanec      | 2014-2019 | Alma Sedlar (naslednica odstoplih namestnikov, kasneje odstopila) |       |
| 2. | Boris Štefanec      | 2014-2019 | Uroš Novak (nasledila Sedlarjevo)                                 |       |
| 2. | Boris Štefanec      | 2014-2019 | Simon Savski                                                      |       |
|    |                     |           |                                                                   |       |
| 3. | Robert Šumi         | 2019-     | Uroš Novak (odstopil)                                             | [ 2 ] |
| 3. | Robert Šumi         | 2019-     | Simon Savski                                                      | [ 2 ] |
|    |                     |           | David Lapornik (nasledil Novaka)                                  |       |